# Dai Jin (Pferd)
Dai Jin (* 4. Februar 2000) ist ein Englisches Vollblutpferd. Der Hengst wurde auf dem Gestüt Schlenderhan von Peintre Célèbre aus der Dawlah gezogen.
Das Gestüt Schlenderhan kaufte für 250.000 € die Stute Dawlah, Tochter des englischen Derbysiegers Shirley Heights, und engagierte für 35.000 € als Deckhengst Peintre Célèbre, Gewinner des französischen Derbys und des Prix de l’Arc de Triomphe von 1997. Umso enttäuschter war man von dem Fohlen mit „Fischaugen“ und ungeraden Vorderbeinen. Offiziell wurde das Fohlen nach einem Maler der Ming-Dynastie benannt. Indem sie Dai Jin mit Zai Jian, zu Deutsch Auf Wiedersehen, verwechselte, wollte die damalige Besitzerin von Gestüt Schlenderhan, Karin Baronin von Ullmann, aber auch zum Ausdruck bringen, dass sie das ungeliebte Pferd möglichst schnell loswerden wollte. Dies gelang am 2. September 2001 mittels einer BBAG-Auktion in Iffezheim. Man erzielte dort immerhin noch einen Erlös von 95.000 DM, weil der neue Besitzer, der Promi-Manager Werner Heinz, das Pferd unbesehen kaufte. Zudem wurde auch die Stute Dawlah für 30.000 € verkauft.
Bereits als Zweijähriger gewann Dai Jin das Dortmunder Auktionsrennen. Sein Sieg beim traditionellen Union-Rennen machte ihn dann zum Mitfavoriten für das Deutsche Derby. War er am Totalisator noch an zweiter Stelle, so siegte er im Rennen klar. Dai Jin war ein guter Steher mit einem sehr starken Endspurt. Sein Trainer Andreas Schütz meinte über ihn: „Ich habe noch nie ein Pferd erlebt, das auf den letzten 400 Metern so schnell ist wie Dai Jin.“ Oft spurtete er auf der Zielgerade vom letzten Platz nach vorne. Besonders spektakulär gelang ihm dies beim Rheinlandpokal (Gruppe I) in Köln. Nach diesem Erfolg wurden seinem Besitzer 6 Mio. € für den Hengst geboten.
Werner Heinz lehnte dieses Angebot ab und wollte mit Dai Jin beim Prix de l’Arc de Triomphe nach den Sternen greifen. Wegen einer schweren Sehnenverletzung blieb sein Endspurt aber aus und er belegte nur den 7. Platz von 14 Teilnehmern, was Dai Jins Rennkarriere dann auch vorzeitig beendete.
Danach wurde er im Gestüt Zoppenbroich als Deckhengst aufgestellt. Obwohl er wegen der hohen Decktaxe von 7500 € bislang nur eine verhältnismäßig geringe Anzahl von Stuten decken konnte, kann er als Beschäler schon beachtliche Erfolge aufweisen. Aus seinem ersten Jahrgang sind der mehrfache Gruppensieger Liang Kay und die Listensiegerin Königstochter hervorgegangen, seinem zweiten Jahrgang entstammen die Gruppensiegerinnen Norderney und Caro Jina und aus seinem dritten Jahrgang hat sich die zweijährige Vollschwester der Norderney, Nocturna, bereits als aussichtsreiche Anwärterin für den Preis der Diana 2010 empfohlen.